# 배런 데이비스

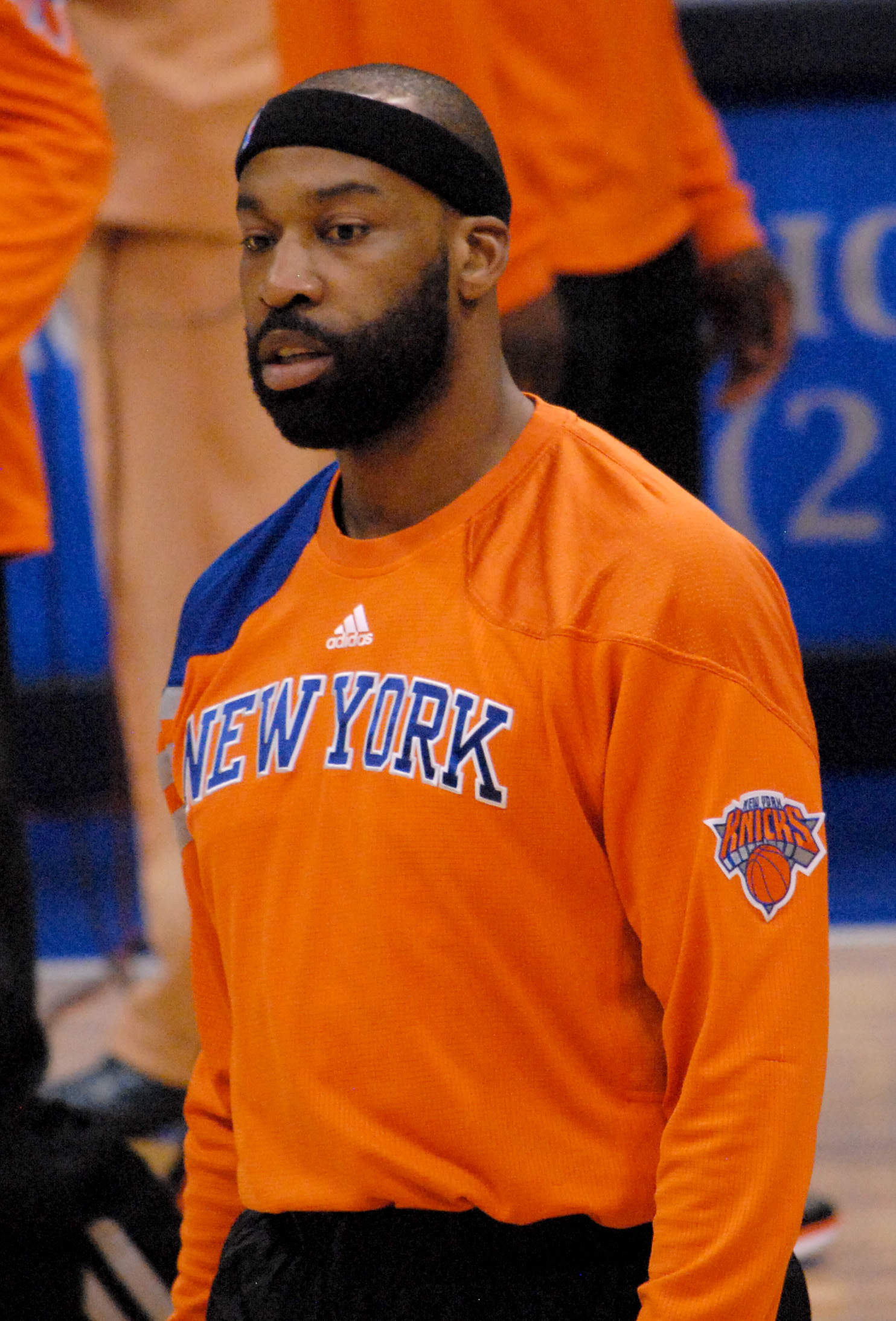

배런 데이비스(Baron Davis, 본명: Baron Walter Louis Davis, 1979년 4월 13일 ~ )는 미국의 전 프로 농구 선수이자 TNT의 NBA 스튜디오 분석가이다. 두 차례 NBA 올스타에 뽑혔고, 2004년에는 All-NBA 서드 팀에 뽑혔으며, 두 차례 NBA 스틸 부문 1위를 차지했다. 1999년 NBA 드래프트에서 전체 3순위로 샬럿 호네츠에 지명되었다. 또한 뉴올리언스 호네츠, 골든스테이트 워리어스, 로스앤젤레스 클리퍼스, 클리블랜드 캐벌리어스, 뉴욕 닉스의 NBA에서 뛰었다. 데이비스는 UCLA 브루인스(UCLA Bruins)에서 대학 농구를 했으며, 2학년을 마친 후 프로로 전향하기 전에 미국 전역에서 영예를 얻었다. 크로스로즈 스쿨에서 스타 고등학교 선수였다. 데이비스는 50경기 동안 평균 2.28개의 도루로 NBA 통산 플레이오프 기록을 보유하고 있다.

## 프로 경력
- 샬럿 호네츠 (1999-2002)
- 뉴올리언스 호네츠(2002~2005)
- 골든스테이트 워리어스(2005~2008)
- 로스앤젤레스 클리퍼스(2008~2011)
- 클리블랜드 캐벌리어스 (2011)
- 뉴욕 닉스(2011~2012)
- 델라웨어 87ers (2016)